# Vacher
Pour les articles homonymes, voir vacher (homonymie) et Bouvier.
Pour l’article ayant un titre homophone, voir Vaché.

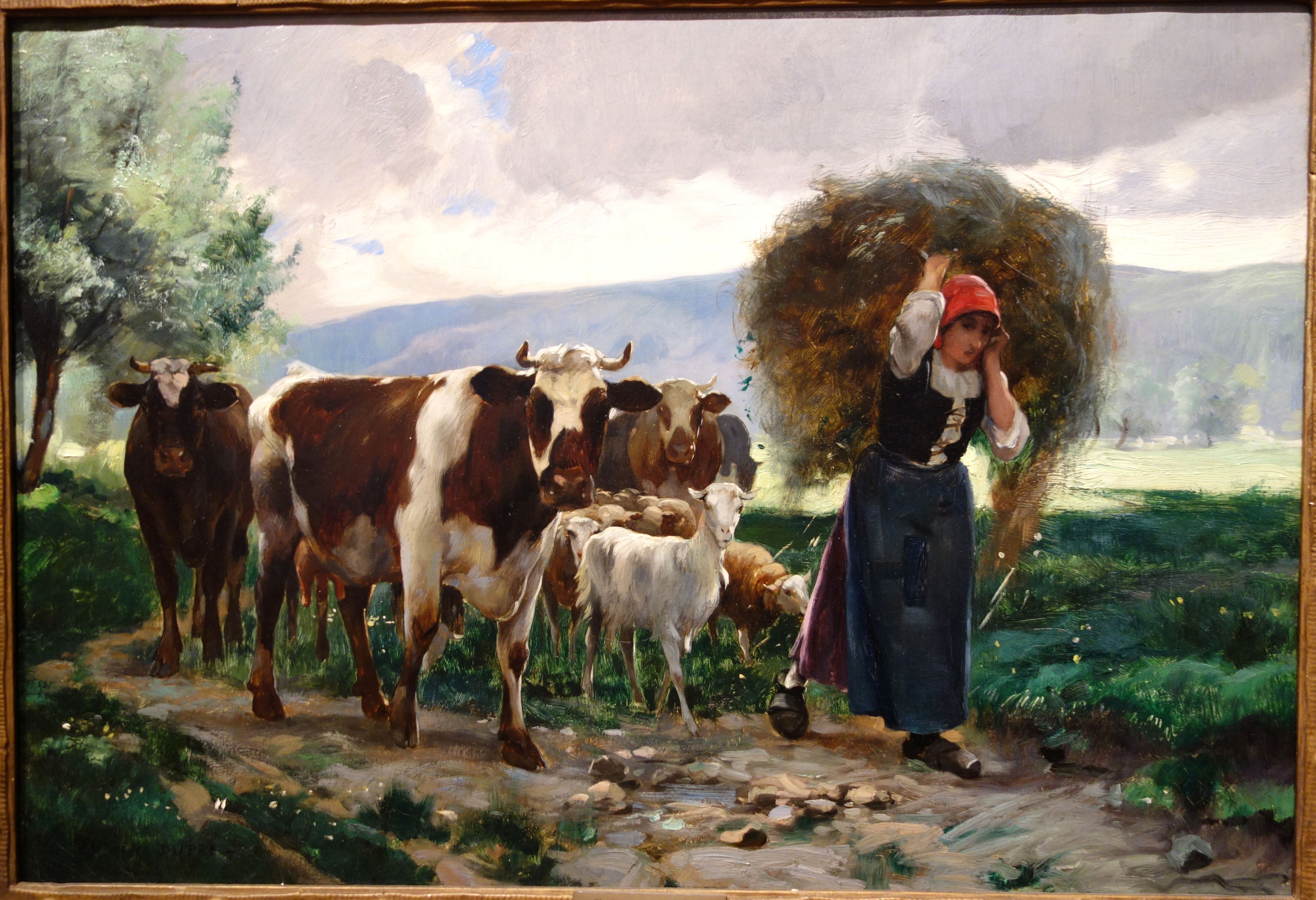
Retour à la ferme, tableau de Julien Dupré.

Le vacher ou bouvier est le préposé à la traite, aux soins et à la conduite aux pâturages des vaches et des bœufs.
Il s'occupe également de l'insémination le moment venu.

## Littérature
L'écrivain Pierre-Jakez Hélias a écrit une page sur les compétences que requiert cette tâche, pendant longtemps confiée à de jeunes enfants dans Le Cheval d'orgueil, chapitre VI, p. 338-339.

## Représentations en peinture

Les peintres réalistes du XIXe siècle
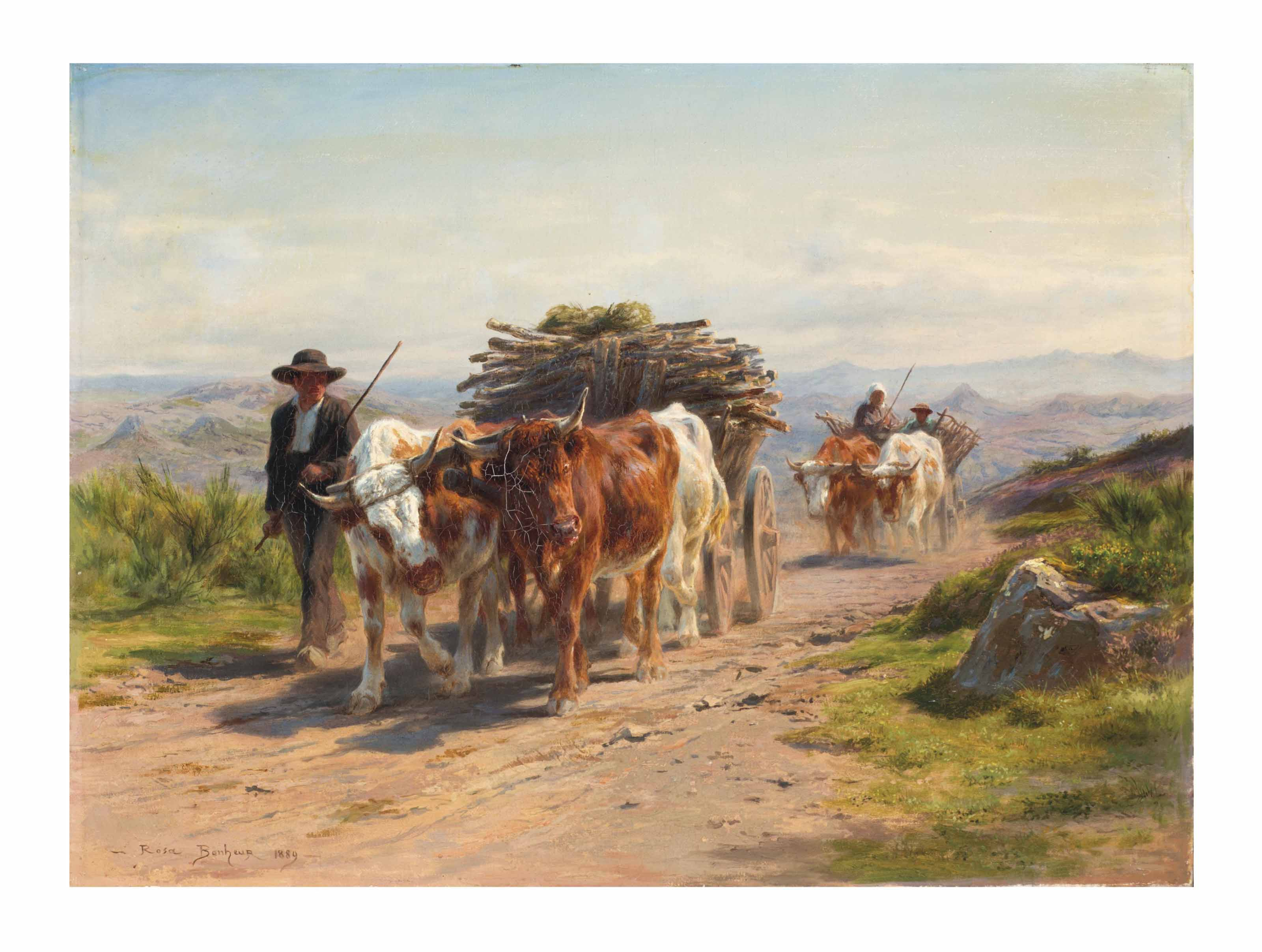
Charrette attelée de vaches, et bouvier, en Auvergne Rosa Bonheur, 1889 Collection. privée, Vente 2016.
La Vache échappée Julien Dupré.